# Metopomyza xanthaspida
Metopomyza xanthaspida är en tvåvingeart som först beskrevs av Friedrich Georg Hendel 1920.  Metopomyza xanthaspida ingår i släktet Metopomyza, och familjen minerarflugor. Arten är reproducerande i Sverige.